# Hermann Barschall
Hermann Philipp Barschall (* 1815; † 1859) war ein deutscher Verwaltungsjurist und königlich-preußischer Landrat im Kreis Thorn (1852–1859).

## Leben
Barschall war jüdischer Herkunft und gehörte getauft der Evangelisch-lutherischen Kirche (Altlutheraner) an. Er studierte Rechtswissenschaften in Berlin, arbeitete ab 1827 als Auskultator am Stadtgericht und ab 1829 Gerichtsreferendar am Kammergericht von Berlin. 1831 war er Garnisonsauditeur in Posen und 1834 in Cosel und war ab 1834 wieder am Kammergericht. Nachdem er wegen Verfolgungen seiner Konfession zeitweilig sein Amt verloren hatte, wurde er 1844 Direktor der Strafanstalt in Brandenburg an der Havel. 1851 wurde Barschall interimistisch und ab 1852 bis zu seinem Tod zum Landrat in Thorn ernannt.
Barschall war in zweiter Ehe mit Franziska von Puttkamer, der Cousine von Johanna von Puttkamer, Ehefrau von Otto von Bismarck, verheiratet. Die Familien waren befreundet und teilten ihre Konfession. Barschall war wie Bismarck ein rechtskonservativer Politiker. 1849 verzichtete er zugunsten von Bismarck auf seine Kandidatur zum Preußischen Landtag im Wahlkreis Westhavelland-Zauche, wofür dieser ihm sehr dankbar war und wahrscheinlich seine Ernennung zum Landrat vermittelte. 